# Lijkentouw
Een lijkentouw of lijk is een zoomtouw of boordsel dat ter versteviging om de randen van een scheepszeil is genaaid. In Holland wordt het aan de stuurboordzijde van het zeil genaaid en waaien de zeilen aan bakboord uit de lijken. In andere landen kan dat anders zijn. Engelse zeilen hebben de lijken meestal aan bakboord van het zeil. Het steekt pakweg voor de helft buiten de rand van het zeil uit.
De oorsprong van het woord zou liggen bij het Latijnse 'ligare', hetgeen 'binden' betekent.
Van oorsprong was dit 3-strengs natuurvezeltouw, dat speciaal voor deze toepassing lang en stijf werd geslagen. Bij kunststof zeilen kiest men voor een kunststof lijkentouw. Bij het aanlijken wordt het zeilgaren vierdubbel genomen en steeds tussen de strengen doorgestoken. Het is van belang dat rek- en kruipeigenschappen van lijkentouw en zeildoek bij elkaar passen; als het doek te veel rekt ten opzichte van het lijk, ontstaan plooien. Is het andersom dan verliest het lijk een deel van zijn beschermende functie. Meestal wordt het lijkentouw onder een kleine voorspanning aangelijkt.